# Харолд Робинс
Харолд Робинс (21. мај 1916 — 14. октобар 1997) је био амерички аутор популарних романа. Један од најпродаванијих писаца свих времена, написао је преко 25 бестселера, продавши преко 750 милиона примерака на 32 језика.

## Младост
Робинс је рођен као Харолд Рубин у Њујорку 1916. године, као син Френсис „Фани“ Смит и Чарлса Рубина. Његови родитељи су били добро образовани јеврејски емигранти из Руске империје, отац из Одесе, а мајка из Њасвижа, јужно од Минска. Робинс је касније лажно тврдио да је јеврејско сироче које је одгајано у католичком дому за дечаке. Уместо тога, одгајали су га отац, фармацеут, и његова маћеха Бланш у Бруклину.
Робинс је напустио средњу школу касних 1920-их да би радио на разним пословима, укључујући послове потрчка, кладионичара и продавца у бакалници. Био је запослен у компанији Universal Pictures од 1940. до 1957. године, почевши од службеника, а затим до извршног директора.

## Рад
Његова прва књига је била Never Love a Stranger (Никад не воли странца) (1948). The Dream Merchants (Трговци снова) (1949) је био роман о америчкој филмској индустрији, од њеног почетка до звучне ере у којој је Робинс спојио сопствена животна искуства са историјом, мелодрамом, сексом и сјајним високим друштвом у причу. Његов роман из 1952, A Stone for Danny Fisher (Камен за Денија Фишера), адаптиран је у филм King Creole (Краљ креолски) из 1958, у коме је глумио Елвис Присли.
Међу његовим најпознатијим књигама је The Carpetbaggers – са протагонистом који је био нејак спој Хауарда Хјуза, Била Лира, Харија Кона и Луиса Б. Мајера. The Carpetbaggers воде читаоца од Њујорка до Калифорније, од просперитета аеронаутичке индустрије до гламура Холивуда. Његов наставак, The Raiders, објављен је 1995. године.
После The Carpetbaggers и Where Love Has Gone (Где је нестала љубав)(1962) долазе The Adventurers (Пустолови) (1966), засновани на Робинсовим искуствима живота у Јужној Америци, укључујући три месеца проведена у планинама Колумбије са групом разбојника. Књига је 1970. адаптирана у филм, такође под називом The Adventurers. Створио је телевизијску серију American Broadcasting Company (ABC) The Survivors (Преживели) (1969-1970), са Ралфом Беламијем и Ланом Тарнер у главним улогама.
Робинсови уредници су били Синтија Вајт и Мајкл Корда, а његов књижевни агент био је Пол Гитлин.
У јулу 1989, Робинс је био умешан у књижевну контроверзу када је трговачки часопис Publishers Weekly открио да је око четири странице из Робинсовог романа The Pirate (Пират) (1974) уклоњено без дозволе и интегрисано у роман Кети Акер The Adult Life of Toulouse Lautrec (Одрасли живот Тулуза Лотрека) (1975), који је недавно поново објављен у Великој Британији у избору раних радова Кети Акер под насловом Young Lust (1989).  Након што је Пол Гитлин видео експозе у Publishers Weekly-ју, обавестио је Робинсовог британског издавача, Hodder & Stoughton, који је захтевао да издавач Акерове Унвин Хајман повуче Young Lust. Представници романописца су објаснили да је Акерова била добро позната по својој намерној употреби књижевног присвајања   или bricolage, постмодернистичке технике сличне плагијату у којој се фрагменти већ постојећих дела комбинују заједно са оригиналним списима како би се створила нова књижевна дела. Након интервенције Вилијама С. Бароуза — романописца који је користио присвајање у својим делима из 1960-их — Робинс је издао изјаву да Акеровој даје ретроактивну дозволу за присвајање из његовог дела, избегавајући правни поступак од стране свог издавача.
Од његове смрти, објављено је неколико нових књига које су написали писци духови (писци који пишу за друге) а засноване су на Робинсовим сопственим белешкама и недовршеним причама. У неколико од ових књига, Јуниус Подруг је приписан као коаутор.
Из Hodder & Stoughton издања The Carpetbaggers одељка „о аутору“ из 2008:
Робинс је био плејбој свог времена и мајстор публицитета. Био је познати романописац, али приче о његовом животу садрже још више фикције од његових књига. Оно што је познато јесте да је са пријављеном продајом широм света од 750 милиона, Харолд Робинс продао више књига него Ј.К. Роулинг, зарадио и потрошио 50 милиона долара током свог живота, и био је део сексуалне и друштвене револуције колико и контрацептивна пилула, плејбој и канабис. У марту 1965. имао је три романа на британској листи бестселера – Where Love Has Gone (Где је нестала љубав) на првом месту, „The Carpetbaggers“ на 3. и The Dream Merchants (Трговци снова) на шестом месту.

## У популарној култури
Робинс се помиње по имену у Звезданим стазама IV: Путовање кући адмирала Џејмса Т. Кирка; његов први официр Спок помиње да је Робинс био један од „гиганата” књижевности 20. века. Робинса помиње и Базил Фолти у епизоди "Валдорф салата" Фаличног пансиона; он Робинсов рад назива "трансатлантским трипицама". Бенд Сквиз помиње „меки повез Харолда Робинса“ у својој песми „Pulling Mussels (from the Shell)“. У постапокалиптичном филму Gas! -Or- It Became Necessary to Destroy the World in Order to Save It.! Роџера Кормана из 1970, млади пар користи копије из јавне библиотеке сабраних дела Жаклин Сузан за ватру да би се загрејали. Она каже: "У реду, али шта ако нам понестане?" Њен дечко каже: "Не брини, цела полица је пуна Харолда Робинса." У филму Educating Rita, др Брајант, кога игра Мајкл Кејн, рекао је да сумња да је испитивач курса енглеске књижевности прочитао Where Love Has Gone (Где је љубав нестала).

## Лични живот
Робинс је био ожењен три пута, прво са својом средњошколском љубави, Лилиан Махнивиц. Године 1965. оженио се Грејс Палермо, која је написала извештај о свом животу са Робинсом. Разведен почетком 1990-их, Робинс се оженио са Јаном Стап 1992. године; остали су заједно до његове смрти.
Провео је много времена на француској ривијери и у Монте Карлу све до смрти од респираторне срчане инсуфицијенције, у 81. години у Палм Спрингсу у Калифорнији. Његови кремирани остаци су сахрањени на гробљу Форест Лон у Катедрал Ситију. Робинс има звезду на Холивудској стази славних на Холивуд булевару 6743.

## Романи
- Never Love a Stranger, 1948 (адаптиран у филм 1958) Never Love a Stranger
- The Dream Merchants, 1949 (адаптиран у ТВ минисерију 1980)
- A Stone for Danny Fisher, 1952 (адаптиран у филм 1958 King Creole)
- Never Leave Me, 1953
- 79 Park Avenue, 1955 (адаптиран у ТВ минисерију 79 Park Avenue)
- Stiletto, 1960 (адаптиран у филм 1969 Stiletto)
- The Carpetbaggers, 1961 (адаптиран у филм The Carpetbaggers 1964 и 1966 филм Nevada Smith)
- Where Love Has Gone, 1962 (адаптиран у филм 1964 Where Love Has Gone)
- The Adventurers, 1966 (адаптиран у филм The Adventurers 1970)
- The Inheritors, 1969
- The Betsy, 1971 (адаптиран у филм The Betsy 1978)
- The Pirate, 1974 (адаптиран у ТВ филм The Pirate 1978)
- The Lonely Lady, 1976 (адаптиран у филм The Lonely Lady)
- Dreams Die First, 1977
- Memories of Another Day, 1979
- Goodbye, Janette, 1981
- The Storyteller, 1982
- Spellbinder, 1982
- Descent from Xanadu, 1984
- The Piranhas, 1986
- The Raiders, 1995 (наставак The Carpetbaggers-а)
- The Stallion, 1996 (наставак The Betsy-а)
- Tycoon, 1997

### Постхумно објављени романи приписани Робинсу
Радови који носе Робинсово име наставили су да се појављују и након његове смрти. Сматра се да су најранија три постхумна романа Харолда Робинса The Predators (Предатори) (1998), The Secret (Тајна) (2000) и Never Enough (Никад довољно) (2001) завршили писци духови, али су можда делимично или чак суштински засновани на завршеном делу или белешкама које је написао Роббинс. Јуниус Подруг је идентификован као некредитовани писац духова Sin City (Града греха) (2002) и Heat of Passion (Жар страсти) (2003) Од 2004-2011, појавила се серија романа за које су заслужни Харолд Робинс и Јуниус Подруг, иако су стриктно дело Подруга, писани у Робинсовом стилу.
- The Predators, 1998
- The Secret, 2000 (sequel to The Predators)
- Never Enough, 2001
- Sin City, 2002
- Heat of Passion, 2003
- The Betrayers (with Junius Podrug), 2004
- Blood Royal (with Junius Podrug), 2005
- The Devil to Pay (with Junius Podrug), 2006
- The Looters (with Junius Podrug), 2007, Madison Dupree No. 1
- The Deceivers (with Junius Podrug), 2008, Madison Dupree No. 2
- The Shroud (with Junius Podrug), 2009, Madison Dupree No. 3
- The Curse (with Junius Podrug), 2011, Madison Dupree No. 4